# Lankin
Lankin – miasto w Stanach Zjednoczonych, w stanie Dakota Północna, w hrabstwie Walsh.